# Drew Shore
Drew Shore (* 29. Januar 1991 in Denver, Colorado) ist ein ehemaliger US-amerikanischer Eishockeyspieler. Der Center bestritt zwischen 2013 und 2021 insgesamt 98 Partien für die Florida Panthers, Calgary Flames, Vancouver Canucks und Carolina Hurricanes in der National Hockey League. Überwiegend kam er jedoch in Minor Leagues zum Einsatz und verbrachte zudem einige Jahre in Europa.

## Karriere

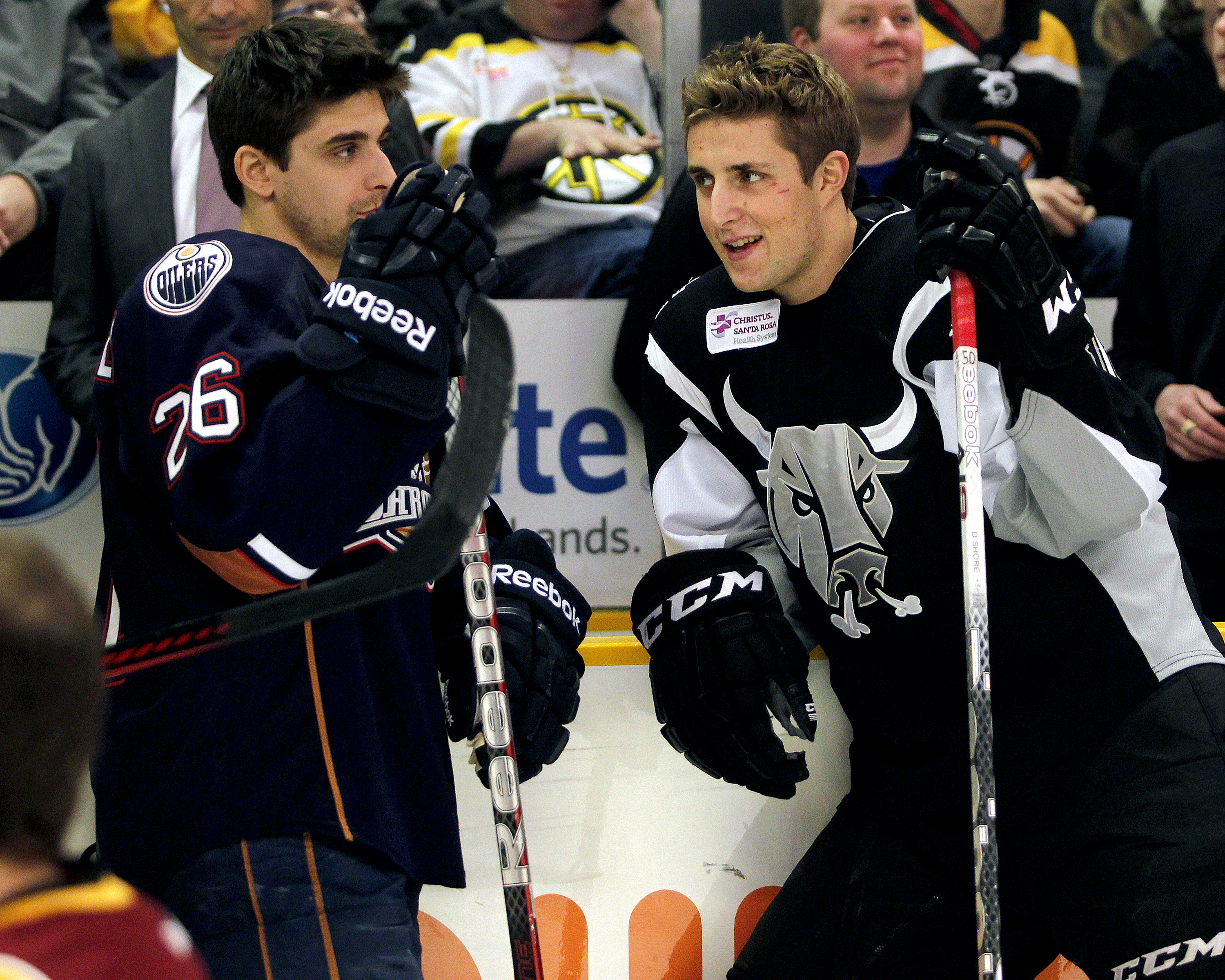
Drew Shore (re.) beim AHL All-Star Classic 2013

Drew Shore wurde in Denver geboren und wuchs in Littleton im Bundesstaat Colorado auf. Bis 2007 spielte er für die Detroit Honeybaked in der Juniorenliga Midwest Elite Hockey League. Ab der Saison darauf spielte für das USA Hockey National Team Development Program. Beim NHL Entry Draft 2009 wurde der Center in der zweiten Runde an insgesamt 44. Position von den Florida Panthers ausgewählt. Wenig später ging er auf die University of Denver und spielte dort ab 2009 für die Denver Pioneers in der College- und Universitätssportliga Western Collegiate Hockey Association. Zur Saison 2011/12 wurde der Angreifer gemeinsam mit Dustin Jackson zum Mannschaftskapitän der Pioneers ernannt.
Die Spielzeit 2011/12 beendete der Stürmer mit einer Ausbeute von 53 Zählern in 42 Partien und war, wie eine Saison zuvor, teamintern bester Punktesammler. Ebenfalls wurde Shore erneut in das All-Academic-Team berufen und erhielt eine Nominierung für das Second All-Star-Team der Western Collegiate Hockey Association. Im März 2012 unterzeichnete er einen dreijährigen Einstiegsvertrag bei den Florida Panthers aus der National Hockey League und wurde anschließend zu deren Farmteam San Antonio Rampage in die American Hockey League geschickt.
Am 31. März 2012 debütierte der Angreifer für die San Antonio Rampage in der American Hockey League, als er in der Partie gegen die Rockford IceHogs auf dem Eis stand und eine Torvorlage verbuchte. Im Januar 2013 kam Shore auch zu seinem NHL-Debüt und absolvierte bis zum Saisonende 43 Partien für die Panthers. Die Folgesaison 2013/14 verbrachte er ebenfalls zum Teil in NHL und AHL. Nachdem er während der ersten Hälfte der Saison 2014/15 ausschließlich in der AHL eingesetzt wurde, tauschten ihn die Panthers für Corban Knight mit den Calgary Flames. Für die Flames gab er wenige Tage später sein NHL-Debüt bei einem 4:1-Erfolg über die Arizona Coyotes, wurde jedoch wenige Tage später zu den Adirondack Flames, zum damaligen Farmteam, in die American Hockey League geschickt.
Nach der Saison 2015/16 wurde sein Vertrag in Calgary nicht verlängert, sodass sich erstmals zu einem Wechsel nach Europa entschloss, wobei er beim EHC Kloten in der Schweizer National League A einen Einjahresvertrag unterzeichnete. Ende Dezember 2016 nahm er als Leihspieler am Spengler Cup teil, vertrat dort die Farben des HC Davos und wurde ins All-Star-Team berufen. Nachdem sich Kloten nicht für die Playoffs qualifizieren konnte und seine Saison damit Mitte März 2017 beendet schien, wurde er von den Vancouver Canucks aus der NHL verpflichtet und kam dort bis zum Saisonende auf 14 Einsätze. Wenig später kehrte der Angreifer in die Schweiz zurück, als er im Mai 2017 einen Zweijahresvertrag bei den ZSC Lions unterzeichnete. In der ersten Saisonhälfte 2018/19 kämpfte Shore regelmäßig mit Verletzungen und wurde daher selten eingesetzt, so dass er sich im Dezember 2018 entschloss, in die KHL zu Kunlun Red Star zu wechseln. Bis Saisonende kam er auf 18 Einsätze und 11 Scorerpunkte. Im Sommer 2019 wechselte er zu HK Dinamo Minsk und erzielte 17 Scorerpunkte in 24 KHL-Partien für den Klub aus der belarussischen Hauptstadt, ehe er im November 2019 entlassen wurde. Etwa einen Monat später erhielt er einen Vertrag bei Torpedo Nischni Nowgorod, wo er die Spielzeit beendete. Anschließend kehrte er in die NHL zurück, indem er im Oktober bei den Carolina Hurricanes einen Einjahresvertrag unterzeichnete. Während der Off-Season im Herbst und Winter 2020 kam er darüber hinaus leihweise beim HK Dukla Trenčín in der slowakischen Extraliga zum Einsatz, gemeinsam mit seinem Bruder Nick. Nach der Spielzeit 2020/21 erklärte er seine aktive Karriere für beendet.

### International
Shore vertrat die US-amerikanische Nationalmannschaft erstmals bei einem internationalen Turnier bei der World U-17 Hockey Challenge 2008, die mit dem Silbermedaillengewinn der US-Amerikaner endete. Seinen ersten Einsatz bei den Welttitelkämpfen auf Juniorenebene hatte der Rechtsschütze bei der U18-Junioren-Weltmeisterschaft 2009. Bei diesem Turnier gewann er mit den USA nach einem Finalsieg gegen die russische Auswahl die Goldmedaille. Einen weiteren Einsatz hatte er bei der U20-Junioren-Weltmeisterschaft 2011, bei der das Team den dritten Platz belegte.

## Erfolge und Auszeichnungen
| - 2011 WCHA All-Academic-Team - 2011 WCHA Second All-Star-Team - 2012 WCHA All-Academic-Team - 2012 WCHA Second All-Star-Team | - 2013 Teilnahme am AHL All-Star Classic - 2015 Teilnahme am AHL All-Star Classic - 2016 Spengler Cup All-Star-Team - 2018 Schweizer Meister mit den ZSC Lions |

### International
- 2008 Silbermedaille bei der World U-17 Hockey Challenge
- 2009 Goldmedaille bei der U18-Junioren-Weltmeisterschaft
- 2011 Bronzemedaille bei der U20-Junioren-Weltmeisterschaft

## Karrierestatistik

### International
Vertrat die USA bei:
- World U-17 Hockey Challenge 2008
- U18-Junioren-Weltmeisterschaft 2009
- U20-Junioren-Weltmeisterschaft 2011
- Weltmeisterschaft 2014

(Legende zur Spielerstatistik: Sp oder GP = absolvierte Spiele; T oder G = erzielte Tore; V oder A = erzielte Assists; Pkt oder Pts = erzielte Scorerpunkte; SM oder PIM = erhaltene Strafminuten; +/− = Plus/Minus-Bilanz; PP = erzielte Überzahltore; SH = erzielte Unterzahltore; GW = erzielte Siegtore; 1 Play-downs/Relegation; Kursiv: Statistik nicht vollständig)